# US Darts Masters
Das US Darts Masters ist ein Dartturnier, das von der PDC im Rahmen der World Series of Darts veranstaltet wird.

## Format
An dem Turnier nehmen insgesamt 16 Spieler teil. Dazu gehören acht Repräsentanten der PDC sowie acht lokale Repräsentanten.

## Preisgeld
Bei dem Turnier werden insgesamt £ 100.000 an Preisgeldern ausgeschüttet. Das Preisgeld verteilt sich unter den Teilnehmern wie folgt:
| Position (Anzahl der Spieler) | Position (Anzahl der Spieler) | Preisgeld |
| ----------------------------- | ----------------------------- | --------- |
| Gewinner                      | (1)                           | £ 30.000  |
| Finalist                      | (1)                           | £ 16.000  |
| Halbfinalisten                | (2)                           | £ 10.000  |
| Viertelfinalisten             | (4)                           | £ 5.000   |
| Achtelfinalisten              | (8)                           | £ 1.750   |
|                               |                               |           |
|                               |                               | £ 100.000 |

Da es sich um ein Einladungsturnier handelt, werden die erspielten Preisgelder bei der Berechnung der PDC Order of Merit nicht berücksichtigt.

## Finalergebnisse
| Jahr | Austragungsort                           | Sieger                               | Ergebnis                             | Finalist                             | Sponsor                              | Preisgeld                            | Preisgeld                            |
| Jahr | Austragungsort                           | Sieger                               | Ergebnis                             | Finalist                             | Sponsor                              | Gesamt                               | Sieger                               |
| ---- | ---------------------------------------- | ------------------------------------ | ------------------------------------ | ------------------------------------ | ------------------------------------ | ------------------------------------ | ------------------------------------ |
| 2017 | Tropicana Las Vegas, Paradise            | Michael van Gerwen                   | 8 : 6                                | Daryl Gurney                         | partypoker                           | 0£ 60.000                            | 0£ 20.000                            |
| 2018 | Mandalay Bay Resort and Casino, Paradise | Gary Anderson                        | 8 : 4                                | Rob Cross                            | William Hill                         | 0£ 60.000                            | 0£ 20.000                            |
| 2019 | Mandalay Bay Resort and Casino, Paradise | Nathan Aspinall                      | 8 : 4                                | Michael Smith                        | Dafabet                              | 0£ 60.000                            | 0£ 20.000                            |
| 2020 | Madison Square Garden, New York City     | Abgesagt wegen der COVID-19-Pandemie | Abgesagt wegen der COVID-19-Pandemie | Abgesagt wegen der COVID-19-Pandemie | Abgesagt wegen der COVID-19-Pandemie | Abgesagt wegen der COVID-19-Pandemie | Abgesagt wegen der COVID-19-Pandemie |
| 2021 | Madison Square Garden, New York City     | Abgesagt wegen der COVID-19-Pandemie | Abgesagt wegen der COVID-19-Pandemie | Abgesagt wegen der COVID-19-Pandemie | Abgesagt wegen der COVID-19-Pandemie | Abgesagt wegen der COVID-19-Pandemie | Abgesagt wegen der COVID-19-Pandemie |
| 2022 | Madison Square Garden, New York City     | Michael Smith                        | 8 : 4                                | Michael van Gerwen                   | bet365                               | 0£ 60.000                            | 0£ 20.000                            |
| 2023 | Madison Square Garden, New York City     | Michael van Gerwen                   | 8 : 0                                | Jeff Smith                           | bet365                               | 0£ 60.000                            | 0£ 20.000                            |
| 2024 | Madison Square Garden, New York City     | Rob Cross                            | 8 : 6                                | Gerwyn Price                         | bet365                               | 0£ 60.000                            | 0£ 20.000                            |
| 2025 | Madison Square Garden, New York City     | Luke Humphries                       | 8 : 6                                | Nathan Aspinall                      | bet365                               | 0£ 60.000                            | 0£ 20.000                            |